# Championnat du monde féminin de curling 1992
Navigation
Édition précédente Édition suivante
Le Championnat du monde féminin de curling 1992, quatorzième édition du championnat du monde féminin de curling, a eu lieu du 28 mars au 5 avril 1992 à Garmisch-Partenkirchen, en Allemagne. Il est remporté par la Suède.